# الیزابت درمت والش
الیزابت درمُت والش (انگلیسی: Elisabeth Dermot Walsh؛ زادهٔ ۱۵ سپتامبر ۱۹۷۴) بازیگر اهل بریتانیا است. وی از سال ۱۹۹۸ میلادی تاکنون مشغول فعالیت بوده‌است.
از فیلم‌ها یا برنامه‌های تلویزیونی که وی در آن نقش داشته‌است می‌توان به نابودی به خاطر یک رقصنده، قانون مورفی، قهرمان من ،آدمکشان میدسامر، شهر هالبی و پوآرو اشاره کرد.